# Taix
Bjarne "Taix" Andersen (født 1962 i Vendsyssel) er en dansk maler, billedkunstner og gartner bosiddende i Vendsyssel. Taix er hans kunstnernavn. Han er innovativ ekspressiv og fraktal ekspressiv i sin stil, men har i den senere tid været skjult figurativ i abstrakte og ekspressive kompositioner. Taix har tilbage i 2007 medvirket i DR Nordjylland og P4's landsdækkende radio i temaet "Kunstner i provinsen", og medvirker desuden i bogen Indtryk - Udtryk. Taix udstiller overalt i landet hos kunstforeninger og virksomheder samt private udstillinger.
Som gartner driver Bjarne Andersen virksomheden Aalborg VillaGartner.